# Bertha (Minnesota)
Bertha – miasto w Stanach Zjednoczonych, w stanie Minnesota, w hrabstwie Todd.